# Mac OS X Leopard
Mac OS X Leopard es la sexta versión del sistema operativo de Apple, Mac OS X, para computadoras de escritorio y servidores Macintosh. Fue anunciado el día 6 de junio de 2005 en la Worldwide Developers Conference WWDC (Conferencia mundial de desarrolladores) y lanzado el 26 de octubre de 2007. Leopard se encuentra disponible en 2 formas: una versión de escritorio para uso personal y una versión para servidores conocida como Mac OS X Server.
Según Apple, Leopard contiene más de 300 cambios y mejoras sobre su predecesor, Mac OS X Tiger, cubriendo componentes del núcleo del sistema operativo, así como también las aplicaciones incluidas y las herramientas de desarrollo. Leopard presenta un escritorio notablemente mejorado, con un Dock rediseñado, Pilas (Stacks), una barra de menús semitransparente y un actualizado Finder que incorpora la interfaz de navegación visual Cover Flow, la cual fue vista por primera vez en iTunes. Entre otras características notables, están el soporte para escribir aplicaciones en 64-bit, una utilidad de manejo de copias de seguridad llamada Time Machine y el soporte de búsquedas de Spotlight en varias máquinas y la inclusión de Front Row y Photo Booth, las cuales antes eran incluidas solo en algunos modelos de Macs.
El 12 de abril de 2007, Apple Inc. emitió un comunicado informando que el lanzamiento de «Leopard» sería retrasado hasta octubre debido a que Apple tuvo la necesidad de trasladar algunos de los desarrolladores del equipo de Leopard al equipo de iPhone. El comunicado indicaba que una versión beta estaría disponible en la Worldwide Developers Conference 2007 WWDC y que los desarrolladores asistentes al evento podrían llevarse una copia del beta release en junio, estando OS X 10.5 Leopard disponible para el público a partir del 26 de octubre de 2007.

## Requisitos del sistema
Apple determinó la siguiente configuración para el sistema operativo Leopard, no obstante, para algunas aplicaciones o características (tales como los fondos de iChat), se requiere un procesador Intel.
- El procesador tiene que ser cualquier Intel, PowerPC G5 o PowerPC G4 (desde 1GHZ  de velocidad en adelante)
- Un lector de DVD (para instalación del sistema operativo)
- Al menos 512 MB de RAM (RAM adicional (1 GB) es recomendada cuando se tiene un ambiente de desarrollo) en procesador Intel y 384 MB en procesadores PowerPC (768 MB es recomendado).
- Al menos 9 GB de espacio en disco duro.
- Placa lógica con ROM EFI o Open Firmware

La versión de Leopard para el usuario final no fue lanzada en versiones separadas para cada tipo de procesador, sino consiste en una versión universal que puede correr tanto en PowerPC como en procesadores Intel. Leopard no soporta los procesadores G4 más lentos y ninguno de los G3.
El tipo de procesador y velocidades son verificados durante la instalación y la misma era abortada si no eran suficientes. Sin embargo, Leopard va a correr en máquinas con procesadores G4 más lentos (por ejemplo, en un Quicksilver a 733mhz) si la instalación se realiza en una Mac compatible y su disco duro es luego movido a una Mac más lenta o no soportada.

## Nuevas características
- Un mejorado Automator, con puntos de comienzos mejorados para facilitar los flujos de trabajo. Puede también crear o editar rápidamente flujos de trabajos ya que se mejoró en la interfaz. Ahora puede usar una función denominada "Mirame hacer" (Watch me do, en inglés), la cual permite grabar las acciones del usuario (como presionar un botón o controlar una aplicación sin soporte nativo de Automator) y reproducirlo como una acción en el flujo de trabajo. Puede crear Flujos de Trabajos más útiles con acciones para RSS, capturas de video de cámara iSight, manipulación de PDF y más.
- Back to My Mac, una función especial para usuarios MobileMe conocido anteriormente como .Mac que permite acceder a través de Internet a los archivos de sus computadoras.
- Boot Camp, un programa asistente que permite la instalación de otros sistemas operativos, como Windows XP (SP2 en adelante) o Windows Vista, en una partición aparte (o disco interno aparte) en Macs con procesador Intel.
- Mejoras en el Dashboard, incluyendo Web Clip, que permite a los usuarios recortar cualquier parte de una página web cargada en Safari y la convierte en un widget para el Dashboard. También se incluye Dashcode para ayudar a los desarrolladores a crear widgets.
- Escritorio nuevo, rediseño del Dock en 3D con una función de agrupación llamada Pilas (Stacks en inglés), la cual muestra archivos de 3 formas: Abanico, Retícula o Lista (desde 10.5.2)
- EL Diccionario ahora busca en Wikipedia, así como también en un diccionario de terminologías de Apple. También está incluido el diccionario Japonés Daijisen, diccionarios E-J Progresivo y J-E Progresivo.
- Rediseño del Finder, con características similares a las vistas en iTunes 7, incluyendo Cover Flow.
- Front Row ha sido reestructurado para asemejar la interfaz del Apple TV original
- Ahora se puede compartir los calendarios de iCal, así como también sincronizar invitaciones en correos de Mail. El icono en el dock muestra ahora la fecha actual aunque la aplicación esté cerrada. En las versiones anteriores de Mac OS X mostraba el 17 de julio cuando no estaba corriendo y la fecha actual cuando estaba corriendo.
- Mejoras en iChat, incluyendo múltiples logins, invisibilidad, íconos animados y chats con pestañas similares a programas como Pidgin, Adium y el plugin para iChat Chax. iChat Theater, lo cual permite a los usuarios incorporar fotos de iPhoto, presentaciones de Keynote, videos de Quicktime y otras funciones de Quick Look en los chat de video. También se mejoraron la vista de los mensajes. Ventanas de chat persistentes, lo que significa que si el usuario cierra iChat y tenía ventanas de chat abiertas, cuando lo vuelva a abrir, abrirá las ventanas de chat que estaban activas. iChat también implementa Compartir Pantalla, una función disponible anteriormente con Apple Remote Desktop.
- Mejoras en Mail incluyendo el soporte de feeds RSS, Notas, Tareas Pendientes (to-dos en inglés). Las Tareas Pendientes es un servicio a nivel de sistema que está disponible para todas las aplicaciones. También Safari integra los RSS con Mail.
- Las mejoras al compartir archivos por la red incluye más controles sobre los permisos, unificación de compartición de AFP, FTP y SMB en un solo panel de control y la posibilidad de compartir carpetas individuales, una función que no ha estado disponible desde Mac OS 9.
- El Control Parental incluye ahora la posibilidad de asignar restricciones en el uso de Internet y de configurar el Control Parental desde cualquier lado usando configuración remota.
- Mejoras en Photo Booth, incluyendo grabación de video con la posibilidad de poder aplicar filtros en tiempo real y la tecnología de pantalla azul. También incluye la exportación de películas como GIFs animados y la posibilidad de ponerlo como ícono de iChat.
- Podcast Captura, una aplicación que permite a los usuarios grabar y distribuir podcasts. Requiere acceso a una computadora corriendo Mac OS X Server con Podcast Producer.
- Vista Previa agrega soporte para anotaciones, gráficos, extracción, búsqueda, marcado, Alpha Instantáneo y herramientas de ajuste de tamaño.
- Quick Look es un framework que permite ver documentos de todo tipo sin ser abiertos por aplicaciones externas y puede ser visto en pantalla completa.
- Safari 3, el cual incluye Web Clip.
- Spaces, una implementación de escritorios virtuales (llamados "Espacios"), permite múltiples escritorios por usuario, con ciertas aplicaciones y ventanas por escritorio. Los usuarios pueden organizar Spaces para ciertas aplicaciones (por ejemplo, un escritorio con aplicaciones del trabajo, otro con aplicaciones de entretenimiento) e ir cambiando entre los espacios. Exposé funciona dentro de Spaces, permitiendo al usuario poder ver de forma rápida todos los escritorios en pantalla completa. Se pueden crear hasta 16 escritorios y las aplicaciones pueden ser cambiadas entre estos, creando un gran espacio de trabajo.
- Spotlight incorpora capacidades de búsqueda adicionales como operadores booleanos, así como también la posibilidad de buscar en otras computadoras (siempre que se tenga los permisos)
- Time Machine, una utilidad de copias de seguridad automatizada, la cual permite al usuario restaurar archivos que han sido borrados o reemplazados por uno más nuevo. También permite restaurar instalaciones completas de Mac OS X Leopard desde el DVD de instalación en caso de que se haya habido algún problema con el sistema.
- Cambios en Universal Access: mejoras significativas en aplicaciones como VoiceOver, como también mejorado el soporte para Braile, subtítulos y una nueva voz de hablado de alta calidad.
- Soporte para el lenguaje Ruso, haciendo un total de 23 lenguajes, aunque todavía no soporta otros lenguajes como el árabe.

### Tecnologías de desarrollo
- Soporte nativo de varias librerías y frameworks para aplicaciones en 64 bits, permitiendo aplicaciones en Cocoa de 64 bits. Las aplicaciones de 32 bits que usan esas librerías y frameworks deberían seguir funcionando sin la necesidad de emulación o traducción.
- Leaopard ofrece el Runtime 2.0 de Objective-C, el cual incluye nuevas características como la Recolección de basura. Xcode 3.0 soporta el lenguaje actualizado y fue reescrito con él.
- Core Animation, un nuevo framework que permite a los desarrolladores crear animaciones complejas indicando solamente un "principio" y un "final". El principal objetivo de Core Animation es la posibilidad de crear animaciones muy complejas con pocas líneas de código.
- Apple integra DTrace del proyecto OpenSolaris y agrega una interfaz gráfica llamada Instruments (anteriormente conocida como Xray). DTrace ofrece herramientas para que los usuarios, administradores y desarrolladores puedan usar para mejorar el rendimiento del sistema operativo y de las aplicaciones que corren sobre él.
- El nuevo Puente de Scripting permite a los programadores usar Python y Ruby para interactuar con el framework de Cocoa.
- Ruby on Rails está incluido en la versión estándar.
- La versión de OpenGL ha sido actualizada a la versión 2.1 y usa LLVM para aumentar la velocidad de procesamiento vertex. Apple ha estado trabajando para integrar LLVM a GCC.
- Se ha confirmado que gracias a Core Animation muchas otras implementaciones son posible, como escritorios animados, mejoras a Quarts Composer a través de parches, un nuevo kit de PDF para desarrolladores y mejoras en los APIs de QuickTime.
- El framework FSEvents permite a las aplicaciones registrar notificaciones de cambios en un árbol de directorios especificado.
- Leopard incluye una implementación del sistema de archivos ZFS de solo lectura.

A mediados de diciembre de 2006, una versión de prueba de Leopard aparentemente incluía soporte para el sistema de archivos ZFS de Sun. El presidente y CEO de Sun Microsystem, Jonathan Schwartz, dijo el 6 de junio de 2007 que ZFS se convirtió en "el sistema de archivos" para Leopard. Sin embargo, el director de marketing de Mac OS X digo el 11 de junio de 2007 que el sistema actual (HFS+), no ZFS, iba a ser usado en Leopard. Apple aclaró luego que solamente iba a estar incluida una versión de solo lectura de ZFS.
- Leopard incluye drivers para UDF 2.5, necesarios para leer discos HD DVD y Blu ray usando drivers externos, pero el reproductor de DVD incluido solamente puede reproducir discos HD DVD creados por DVD Studio Pro.
- Leopard tiene la certificación de compatibilidad completa con UNIX. Esta certificación significa que el software con la "Single UNIX Specification" (o sea, que son compatibles con UNIX) puede ser compilado y corrido en Leopard sin la necesidad de ninguna modificación del código. La certificación se aplica solamente cuando Leopard corre en procesadores Intel.
- Leopard dejó de dar soporte a aplicaciones Classic, éstas no funcionarán de ninguna manera en Macs con procesador Intel.

### Mejoras en la seguridad
Nuevas funciones en la seguridad para proveer un mejor manejo interno de los ataques satisfactorios, además de prevenir ataques de ser exitosos en primer lugar.
Aleatorización de librerías
Leopard implementa la Aleatorización de Librerías, el cual cambia de manera aleatoria el lugar en memoria de algunas librerías. Las vulnerabilidades que perjudican a la memoria de un programa, muchas veces, es porque las direcciones en memoria de las librerías son conocidas, el cual permite injectar código para lanzar procesos o cambiar archivos. La Aleatorización de Librerías es probablemente un gran paso a una completa implementación de la alietoriedad del espacio de direcciones.
Firewall de aplicaciones
Leopard viene con dos motores de firewall: el original de BSD IPFW, el cual estaba en versiones anteriores de Mac OS X, y el nuevo Firewall de Aplicaciones. A diferencia de IPFW, que intercepta y filtra datagramas IP antes de que el núcleo realice algún proceso significativo, el Firewall de Aplicaciones opera en la capa de socket, vinculado a procesos individuales. El firewall puede entonces tomar decisiones de filtrado por aplicación. De los dos firewalls, solo el Firewall de Aplicaciones puede ser manejado por el usuario con la interfaz gráfica de Leopard. El nuevo firewall ofrece menos control sobre decisiones de paquetes individuales (los usuarios pueden decidir si permitir o negar conexiones a todo el sistema o solamente a una aplicación en particular, pero tiene que usar IPFW para configurar políticas más complejas). También tiene varias políticas de excepción para los procesos del sistema: ni mDNSResponder ni otro programa corriendo con privilegios de superusuario son filtrados.
Sandbox
Leopard incluye soporte a nivel de kernel de RBAC (Control de Acceso por Rol). RBAC está pensado para que, por ejemplo, aplicaciones como Mail no puedan editar la base de datos de contraseñas.
Firmas de aplicaciones
Leopard ofrece un framework para usar firmas de clave pública para la firma de código para verificar, en algunas circunstancias, que el código no ha sido modificado. Las firmas también pueden asegurar que un programa que está reemplazando a otro es realmente una actualización. Esto reduce el número de veces que el usuario tiene que estar autorizando de forma manual algún cambio y el acostumbramiento a siempre hacer clic en "OK".
Cuenta de invitado segura
Invitados pueden acceder a Leopard con una cuenta que el sistema borra y resetea cada vez que se cierra la sesión.

## Empaquetado
La caja de presentación de Leopard que está disponible para usuarios finales es un poco más pequeña que la versión anterior de Mac OS X (aunque algunas versiones de Tiger vinieron en una caja un poco más pequeña). También estrenó una portada que traía una "X" que parecía flotar sobre una galaxia púrpura, mostrando lo que iba a ser el fondo de escritorio de Leopard de forma predeterminada.

## Versiones
| Mac OS X Versión | Número de Versión | Fecha de Lanzamiento     | Notas                             |
| ---------------- | ----------------- | ------------------------ | --------------------------------- |
| 10.5.0           | 9A581             | 26 de octubre de 2007    | Disponible para Comprar           |
| 10.5.1           | 9B18              | 15 de noviembre de 2007  |                                   |
| 10.5.2           | 9C31              | 12 de febrero de 2008    |                                   |
| 10.5.3           | 9D34              | 28 de mayo de 2008       |                                   |
| 10.5.4           | 9E17              | 30 de junio de 2008      |                                   |
| 10.5.5           | 9F33              | 15 de septiembre de 2008 | Apple Actualizaciones de Software |
| 10.5.6           | 9G55              | 15 de diciembre de 2008  |                                   |
| 10.5.7           | 9J61              | 12 de mayo de 2009       |                                   |
| 10.5.8           | 9L30              | 5 de agosto de 2009      |                                   |